# Romedal
Romedal is een voormalige gemeente en plaats in de Noorse gemeente Stange, fylke Innlandet. Romedal Sentrum telt 325 inwoners (2007) en heeft een oppervlakte van 0,4 km².
Bottenfjellet · Ilseng · Gata · Ottestad · Romedal · Stange · Sørbygdafeltet · Tangen